# Bertholdia pseudofumida
Bertholdia pseudofumida är en fjärilsart som beskrevs av Lauro Travassos 1950. Bertholdia pseudofumida ingår i släktet Bertholdia och familjen björnspinnare. Inga underarter finns listade i Catalogue of Life.